# Пайн-Ридж (округ Цитрус, Флорида)
Пайн-Ридж (англ. Pine Ridge) — переписна місцевість (CDP) в США, в окрузі Цитрус штату Флорида. Населення — 11 042 особи (2020).

## Географія
Пайн-Ридж розташований за координатами 28°55′59″ пн. ш. 82°28′34″ зх. д. / 28.93306° пн. ш. 82.47611° зх. д. (28.933002, -82.476179).  За даними Бюро перепису населення США в 2010 році переписна місцевість мала площу 64,35 км², уся площа — суходіл.

## Демографія
Згідно з переписом 2010 року, у селищі мешкало 9598 осіб у 4315 домогосподарствах у складі 3134 родин. Густота населення становила 149 осіб/км².  Було 4881 помешкання (76/км²).
Расовий склад населення:
| - 91,1 % — білих - 4,2 % — чорних або афроамериканців - 2,3 % — азіатів - 0,2 % — корінних американців |

До двох чи більше рас належало 1,5 %. Частка іспаномовних становила 5,7 % від усіх жителів.
За віковим діапазоном населення розподілялося таким чином: 13,9 % — особи молодші 18 років, 47,1 % — особи у віці 18—64 років, 39,0 % — особи у віці 65 років та старші. Медіана віку мешканця становила 60,0 року. На 100 осіб жіночої статі у селищі припадало 92,0 чоловіків;  на 100 жінок у віці від 18 років та старших — 89,8 чоловіків також старших 18 років.
Середній дохід на одне домашнє господарство  становив 64 613 долари США (медіана — 48 381), а середній дохід на одну сім'ю — 74 778 доларів (медіана — 55 091). За межею бідності перебувало 12,7 % осіб, у тому числі 34,6 % дітей у віці до 18 років та 4,9 % осіб у віці 65 років та старших.
Цивільне працевлаштоване населення становило 3017 осіб. Основні галузі зайнятості: освіта, охорона здоров'я та соціальна допомога — 27,0 %, транспорт — 11,9 %, роздрібна торгівля — 10,6 %.